# Żakiet (strój damski)

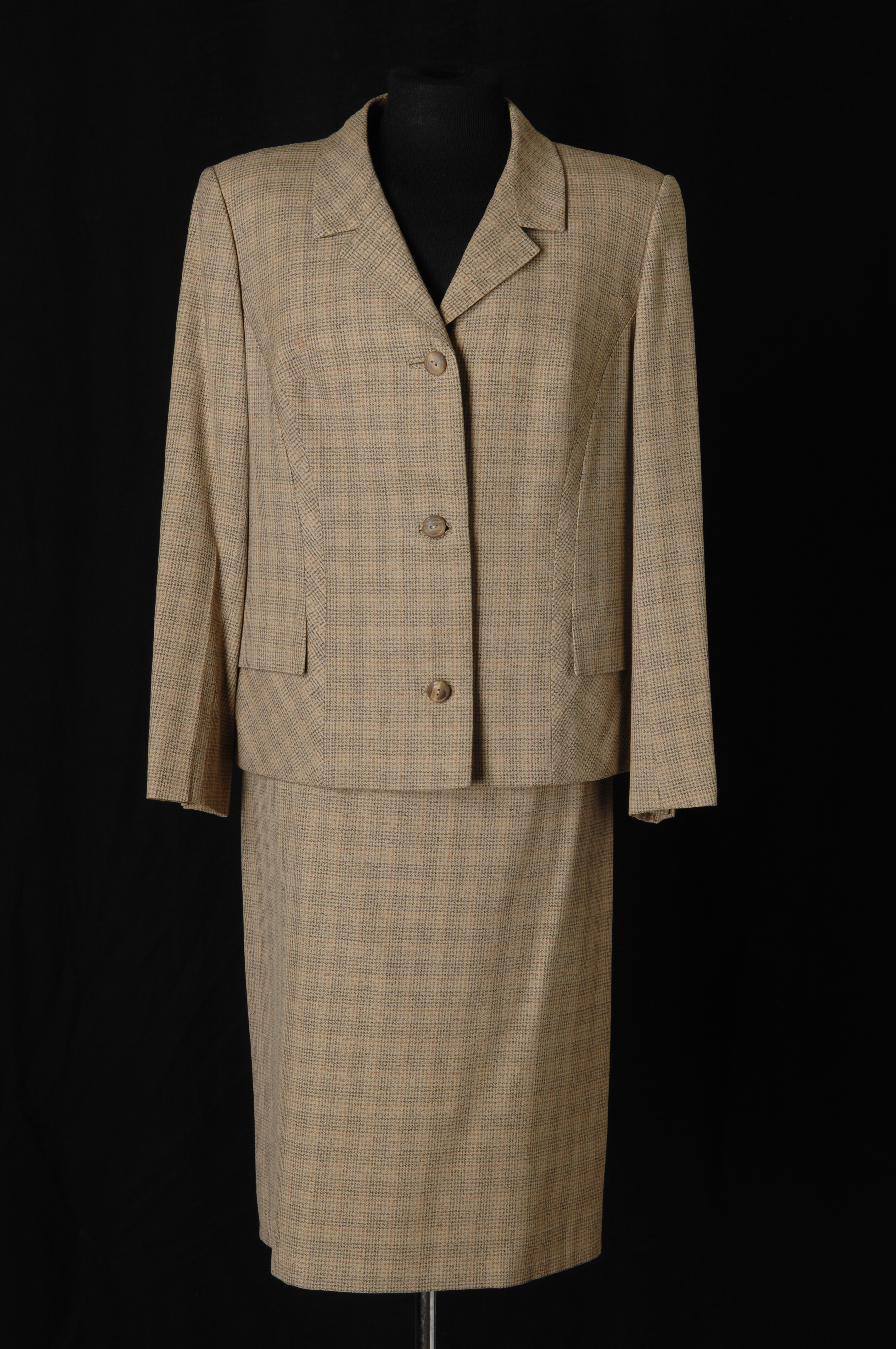
Żakiet

Żakiet – ubranie wierzchnie damskie (rodzaj marynarki) stanowiący część damskiego kostiumu. Zazwyczaj zapinane na jeden lub dwa guziki, rzadko ma kaptur.

## Galeria

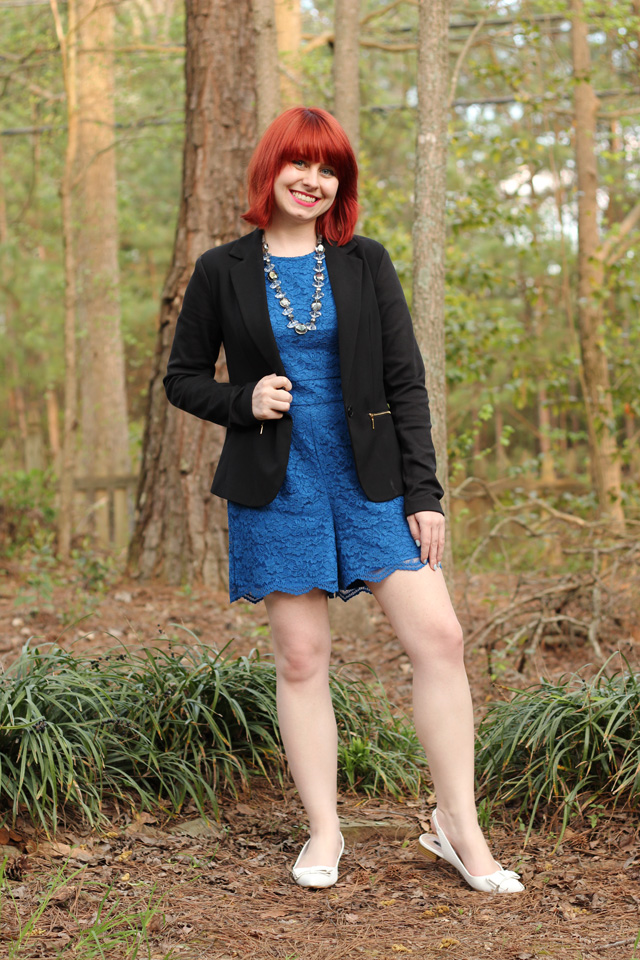
Czarny żakiet
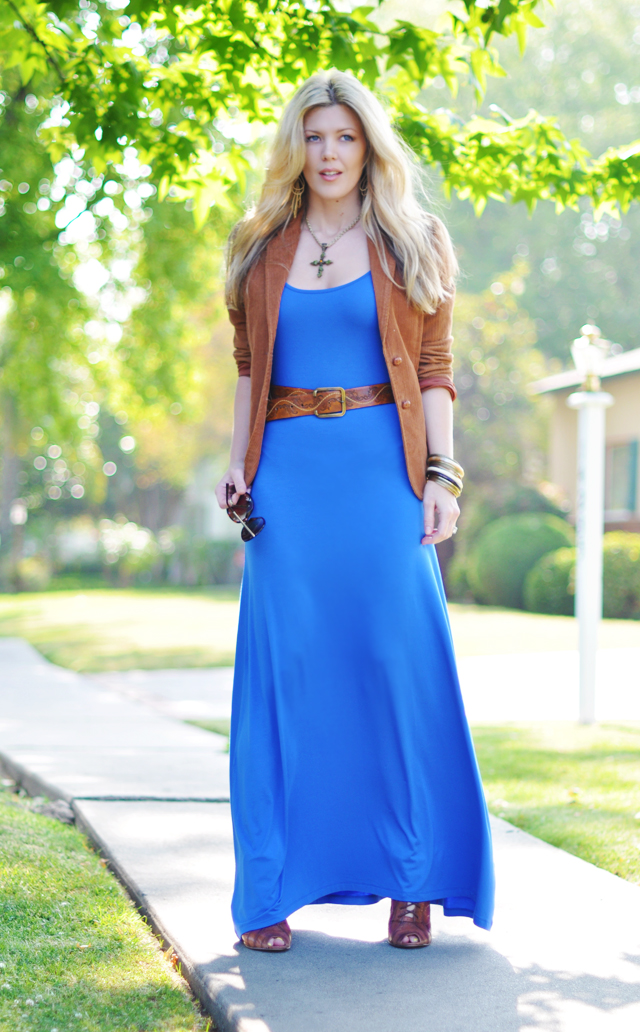
Miękki koniakowy żakiet z długą suknią
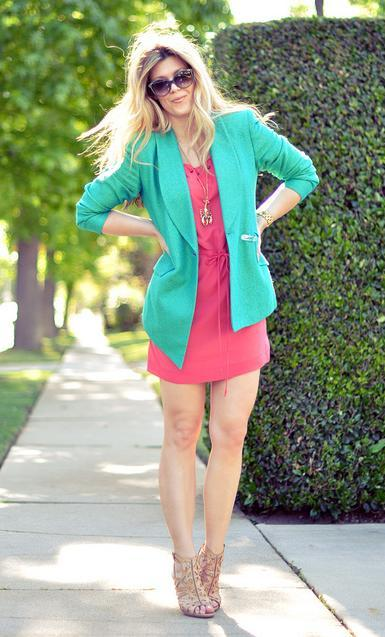
Żakiet i sukienka mini
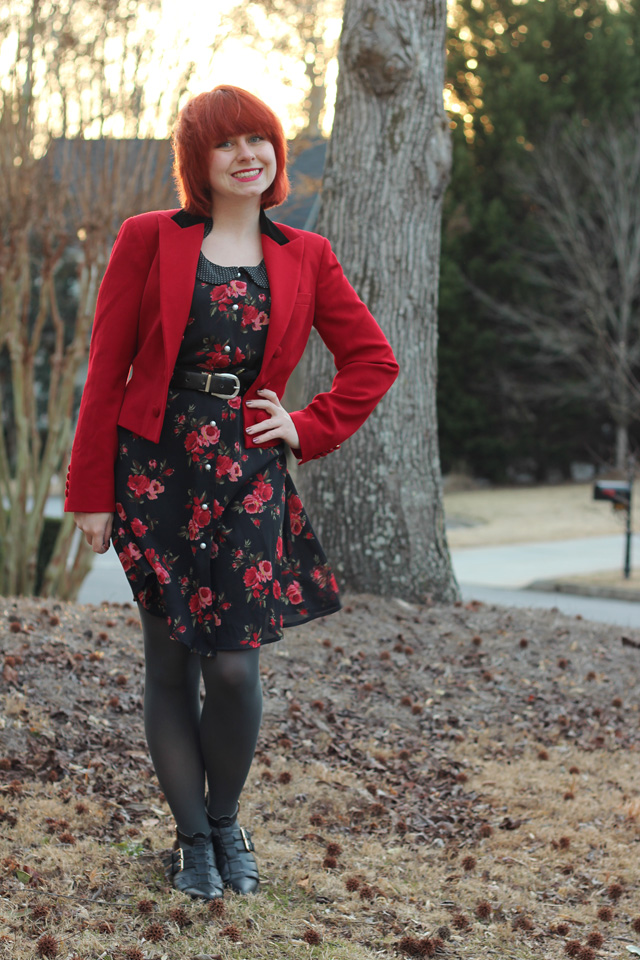
Krótki czerwony żakiecik